# إدي تومسون (لاعب اتحاد الرغبي)
إدي تومسون (بالإنجليزية: Eddie Thompson)‏ هو لاعب اتحاد الرغبي أسترالي، (ولد في دالبي في أستراليا 1906  م).